# 松本豊 (実業家)
松本 豊（まつもと ゆたか、明治39年（1906年）5月8日 - 平成12年（2000年）12月25日）は日本の柔道家、実業家、政治家。境港商工会議所名誉会頭。元境町会議員、境港市会議員。

## 経歴
鳥取県境港市出身。万一の長男。
米中卒。松本材木店経営。姫路野砲第十連隊入隊、昭和19年（1944年）再応召、陸軍中尉。
昭和21年（1946年）松本木材（株）を設立、取締役社長に就任、同年境港商工会議所会頭（のち公職追放で辞任）。昭和30年（1955年）～昭和61年（1986年）境港商工会議所会頭。
昭和34年（1959年）（株）米子木材市場取締役社長、境港外材輸入（協）理事長、昭和38年（1963年）大山産業（株）取締役社長、昭和57年（1982年）松本木材（株）を境港木材工業（株）に改組、取締役顧問。

## 人物像
- 安田光昭（元鳥取県議会議員、米子市教育長）著『｢あの人この人｣私の交友録』によれば、

｢境港市に松本豊というボスがいる。毎年お盆の前後にこのボスからの指令が発せられ、東京、大阪各地から十数名の仲間が集合する。せっかく帰省するんだから同期生会も同時期に開かせてはどうか、という意見が出たところ、“つまらんよ。余計なことはせんがええ”と一蹴されてしまった。心友同士の顔寄せこそ、というのが言葉にならぬ注釈であった。このつどいのメンバーを、故人も入れて列記するとなると、まことにけんらん極まりないものになるが、限られた紙面では大変なことだし、故人は最近の物故者だけに絞り、現存者だけマア列記してみよう。
故九段山根英師 元中学教師、〃二段山浦勘蔵 元日大教授、〃六段安田真 元警察師範、〃六段大庭孝一 元華北交通、〃六段永海憲 東京教育大卒、〃八段森務 国士舘助教授、〃七段寺沢正 米東高教師
現存七段佐々木繁孝 在米、六段坂口平兵衛 米子商工会議所前会頭、八段浜田武夫 接骨業、四段野津快造 在米 、八段阿部信文 県柔連会長、三段加川雅光 元農協組合長、七段安田光昭 前県議会議員、五段中下魁平 前日大講師、六段松本豊 境港商工会議所会頭、三段菅田栄治 阪大名誉教授、六段天満和人 米子ゴルフクラブ社長、八段古曳保正 講道館審議員、八段古浜昭 境港市議会議員
以上のように、旧制米子中学柔道部の名声を、全国的に売ったころのメンバーが、心の友として寄りつどった会である。音頭取りは前述のごとく、柔道家たらんとして出奔し、親父に押えられて引き戻され、涙をのんで木材商を引き継ぎ、現在経済界の大御所に納っている松本豊である。｣という。
- 住所は境港市朝日町[1]。

## 関連
- 柔道家一覧
- 鳥取県出身の人物一覧